# Cynewulf de Wessex
Cynewulf va ser rei de Wessex del 757 al 786. Va succeir Sigeberht quan una junta de nobles el va deposar. Potser que fos escollit entre d'altres per influència d'Æthelbald de Mèrcia, ja que la signatura de Cynewulf consta com a testimoni en una carta de donacions del rei de Mèrcia, poc després del seu nomenament com a rei de Wessex.
No gaire temps després Æthelbald va morir i, Cynewulf, aprofitant el moment de desgovern que es va produir a Mèrcia per la successió, es va declarar independent i el 758 va prendre Berkshire a Mèrcia. Cynewulf va haver de fer la guerra als gal·lesos en més d'una ocasió.
El 779, Cynewulf va ser derrotat per Offa de Mèrcia a la batalla de Bensington, llavors Offa va recuperar Berkshire i potser també Londres. Tot i la derrota no hi ha cap indici que faci pensar que Cynewulf passés a ser vassall d'Offa.
L'any 786 Cyneheard l'Ætheling, germà del deposat Sigeberht, acompanyat d'altres guerrers, el va atacar per sorpresa mentre estava a Merantune (actualment dit Marten, un llogaret del comtat de Wiltshire visitant una dama, el va matar i es va tancar dins la casa. Quan la guàrdia reial ho va saber van anar a atacar Cyneheard, llavors aquest els va oferir riqueses si abandonaven les armes i l'acceptaven com a nou rei, al mateix temps els va recordar que si no ho feien els familiars del difunt que estaven tancats dins la casa patirien les conseqüències. Els de fora li van replicar que el mateix passaria amb els seus parents si no es rendia i sortia fora. La guàrdia reial va encetar un atac i no van parar fins que van poder entrar, llavors el van matar i també els que l'havien acompanyat llevat del net del senescal, que estava molt mal ferit.